# Robert Jentzsch
Robert Georg Adolf Alfred Jentzsch (4 de noviembre de 1890 - 21 de marzo de 1918) fue un matemático y escritor alemán, muerto en combate durante la Primera Guerra Mundial a los 27 años de edad. Compaginó su trabajo matemático sobre análisis complejo con la publicación de textos de carácter poético.  

## Semblanza
Jentzsch nació en Königsberg en 1890, siendo el menor de cuatro hermanos. Su padre, Alfred Jentzsch, era profesor de geología en Königsberg y más tarde en Berlín; su madre era Clara Falkson (1858-1929), hija de un médico judío. Era hermano del físico Felix Jentzsch.
El joven Jentzsch completó su educación secundaria en Berlín. Con su título de acceso a la universidad, se trasladó a Jena para estudiar matemáticas, pero tras un semestre regresó a Berlín. En 1908 se matriculó en lo que entonces era la Universidad Federico Guillermo de Berlín como estudiante de matemáticas. Entre 1911 y 1912 estudió durante un año en Múnich, antes de regresar de nuevo a Berlín. Allí se doctoró bajo la dirección de Ferdinand Georg Frobenius en 1914 con una tesis sobre la teoría de las implicaciones de las funciones analíticas y recibió el premio “summa cum laude”.
Frobenius quedó tan impresionado con su trabajo que antes de su habilitación lo propuso como candidato para una cátedra asociada, que luego recibió Issai Schur. Jentzsch fue alumno de Max Planck, Issai Schur, Hermann Schwarz, Friedrich Schottky y Edmund Landau.
Inmediatamente después de doctorarse, fue reclutado y ascendido con relativa rapidez a teniente en la reserva. En diciembre de 1916 completó su habilitación y se convirtió en profesor en Berlín, pero debido a su servicio militar en Francia solo pudo dar clase en el semestre de verano de 1917. Incluso durante su estancia en el frente continuó su trabajo matemático gracias a los libros y revistas que le enviaba Erika Schnell (1890-1970), que también estudió matemáticas y luego fue profesora de la materia en Múnich y Berlín-Pankow. Mientras permaneció en el campo de batalla, mantuvo correspondencia con George Pólya sobre temas matemáticos.
Además de su carrera como matemático, Robert Jentzsch también se dedicó a otra profesión: la poesía. Era miembro de la asociación de poetas expresionistas de Berlín "Der Neue Club", en la que también participaba el conocido poeta y amigo suyo Georg Heym. La trágica muerte de Heym mientras patinaba sobre hielo en enero de 1912 afectó duramente a Jentzsch, que comenzó a consumir drogas. Jugó un papel importante en la publicación de su legado lírico. Se distanció del "Neue Club", pero, bajo la influencia de August Derleth y Stefan George, continuó escribiendo poemas además de sus estudios matemáticos, que a partir de 1912 estuvieron influidos principalmente por corriente romántica. Su legado literario se ha conservado parcialmente gracias a la correspondencia con Erika Schnell, y se encuentra en los archivos de la Academia de las Artes de Berlín y en el Archivo Literario Alemán de Marbach.
Poco tiempo después de asumir el mando de un batallón de comunicaciones telegráficas, cayó en combate el 21 de marzo de 1918 a la edad de 27 años, alcanzado por una bomba en cadena (un proyectil en el que varias bombas están unidas entre sí mediante cadenas), durante la batalla de Cambrai junto al canal de San Quintín, como parte del contraofensiva alemana que apenas había comenzado. Recibió la Cruz de Hierro de 2ª y de 1ª clase; y fue enterrado en el cementerio militar alemán de Thiescourt.
Como matemático, Jentzsch abordó las series de potencias en el campo complejo. En particular, demostró que para series de potencias con radio de convergencia R positivo, cada punto en la frontera de un entorno de convergencia (círculo con radio R) existe un punto de acumulación de los ceros de las series de potencias, generalizando la serie de potencias {\displaystyle 1+z+z^{2}+z^{3}+z^{4}+...}, en la que cada punto del círculo con radio R=1 en el plano de números complejos es el punto de acumulación de los ceros de las correspondientes sumas parciales (las enésimas raíces de la unidad).

## Escritos
- Robert Jentzsch: "Untersuchungen zur Theorie der Folgen analytischer Funktionen" (Investigaciones sobre la teoría de las consecuencias de las funciones analíticas), Acta Mathematica, Vol. 41, 1917, pp. 219-251, pp. 253-270